# Saša Prešern
Saša Prešern, slovenski fizik, informatik in pedagog, * 8. junij 1951, Ljubljana.

## Šolanje
Po maturi na Gimnaziji Poljane v Ljubljani (1970) in dokončanem študiju fizike na Fakulteti za naravoslovje in tehnologijo Univerze v Ljubljani, je nadaljeval magistrski študij Operacijskega raziskovanja na Ekonomski fakulteti Univerze v Ljubljani; doktorski študij je začel na Univerzi v Toronto v Kanadi in doktoriral na Fakulteti za elektrotehniko Univerze v Ljubljani s področja sistemov, avtomatike in kibernetike. Izpopolnjeval se je tudi na Univerzi v Delftu  na Nizozemskem, na  Univerzi Pensilvanije v Filadelfiji v ZDA ter na Univerzi v Oxfordu, na Saïd Business School v Veliki Britaniji. 
Leta 1965 je bil jugoslovanski državni prvak v plavanju v disciplini 100 m delfin za pionirje.

## Zaposlitev
Zaposlen je bil na Institutu Jožef Stefan (1980-1986 polno in do leta 1988 dopolnilno) kot raziskovalec, na Iskra Delta Computers kot vodja razvoja vzporednih računalnikov (1986-1990), kot predavatelj na Footscray tehnološkem institutu na Univerzi Victoria v Melbournu, Avstralija (1990-1991), kot direktor v Institutu za računalniški inženiring in svetovanje v Ljubljani (1991-1996), kot predavatelj na GEA College, Visoki šoli za podjetništvo (1995-2006) (tretjinska zaposlitev), kjer je bil tudi prvi prodekan za raziskovalno dejavnost, na Ministrstvu za gospodarstvo Republike Slovenije (zadnja funkcija v.d. Generalnega direktorja za notranji trg) (1996-2006) in v Evropski komisiji v Uradu za publikacije Evropske unije kot vodja razvoja informatike, vodja marketinga, svetovalec (2007-2016). Leta 1991 je bil imenovan za izrednega profesorja na Fakulteti za elektrotehniko Univerze v Ljubljani. Več let je bil predavatelj na podiplomskem študiju na Mednarodnem centru za promocijo podjetij (ICPE - International Centre for Promotion of Enterprises) (1998-2002).

## Področje delovanja
Prešern je bil raziskovalec na področju robotike in se je kasneje specializiral na razvoj inteligentnih senzorskih sistemov z mehanskim tipalom in računalniškim vidom. Na ta način se je s področja fizike vedno bolj usmerjal v informatiko in raziskoval rešitve za hiter dostop do podatkov. Te izkušnje je prenašal v prakso v poslovni svet in postal inovator ter podjetnik. Nazadnje je do upokojitve deloval kot višji uradnik v Evropski komisiji. Imel je bogate mednarodne izkušnje na raziskovalnem področju, v poslovnem svetu in javni upravi. Združen katalog gradiv WorldCat navaja več kot 130 njegovih del oziroma publikacij v petih jezikih.

### Raziskovalec
Bil je raziskovalec na področju računalniško podprtih inteligentnih senzorskih sistemov (1980-1987) ter inovator pri prenosu informacijske tehnologije v gospodarstvo. Kot eden začetnikov raziskav in razvoja inteligentnih senzorskih sistemov za robotiko je tudi razvil ustrezen računalniško podprt sistem za podporo pri odločanju. Pri tem je uporabljal žarkovno iskanje, ki sodi med računalniške hevristične algoritme na področju umetne inteligence in omogoča optimalno iskanje rešitev. Rezultate svojega raziskovalnega dela s področja inteligentnih senzorskih sistemov in informacijske tehnologije na Institutu Jožef Stefan je objavil v številnih strokovnih mednarodnih revijah ter poročal na konferencah.
Izkušnje svojega raziskovalnega dela je prenašal v prakso v gospodarstvu. V Iskri Delti  je vodil raziskave in razvoj paralelnega superračunalnika PARSYS s 64 procesorji in 64 pomnilniki namenjenega za zahtevne obdelave na področju umetne inteligence, podatkovnih zbirk, medicinske diagnostike, genetskega inženiringa in druge. Pristop in rešitve, ki jih je razvil svojo skupino so vzbudile pozornost v strokovni javnosti in jih je predstavil na najbolj prestižnih univerzah in raziskovalnih inštitucijah v ZDA.  V obliki inovacij ali tehničnih izboljšav je v letih 1981 do 1991 izdelal rešitve za avtomatizacijo proizvodnje in za različne poslovne informacijske sisteme v gospodarstvu.

### Pedagog
Prešern je bil univerzitetni predavatelj s področja informacijske tehnologije v Avstraliji in v Sloveniji. Najprej je bil predavatelj za področja biomehanike na Visoki šoli za zdravstvo. Kasneje je predaval različne vsebine s področja informatike, robotike  in inteligentnih senzorskih sistemov na Univerzi Victoria v Melbournu in se posebej posvetil področju vzporedne obdelave podatkov, ki jo uporabljajo računalniki pete generacije. Kasneje je bil predavatelj poslovne informatike na Visoki šoli za podjetništvo.
V petnajstih državah v Evropi je vodil je več kot 200 seminarjev s področja infrastrukture sistema kakovosti, ki zajema področja standardizacije, akreditacije in ugotavljanja skladnosti tehničnih proizvodov, ki so namenjeni za evropsko tržišče in so označeni z oznako CE. Pri tem je sodeloval z Organizacijo Združenih narodov za industrijski razvoj - UNIDO, Nemško družbo za mednarodno sodelovanje - GTZ, Evropsko organizacijo za ugotavljanje skladnosti - EOTC, Združenjem evropskih zbornic za trgovino in industrijo - Eurochambres, regionalnim programom EU za zagotavljanje kakovosti - PRAQ ter drugimi.

### Podjetnik
Bil je soustanovitelj in direktor prvega slovenskega zasebnega Instituta za računalniški inženiring in svetovanje (1991-1996), ki je bil posebej usmerjen na raziskave, razvoj in trženje rešitev s področja velikih zbirk podatkov, ki so bile zasnovane na relacijski podatkovni zbirki Informix in operacijskem sistemu UNIX.

### Kontekst EU
Od leta 1996 je na Ministrstvu za gospodarstvo 10 let sodeloval pri izdelavi nove slovenske zakonodaje za tehnične proizvode, ki je skladna z načeli EU in prostega pretoka blaga na notranjem trgu Skupnosti. Kot delegat je zastopal interese Slovenije v številnih stalnih odborih pri Evropski komisiji (1997-2006) za področja, ki jih pokrivajo številne evropske direktive za tehnične proizvode. Bil je predsednik Sveta Slovenske akreditacije (2006-2007). Delegati držav članic EU so ga imenovali za predstavnika Evropske komisije v EAAB – European Accreditation Advisory Board (2006-2007). 
V Evropski komisiji v Uradu za publikacije je od 2007 do upokojitve 2016 bil odgovoren najprej za področje razvoja informatike kjer je vodil zasnovo in razvoj enotne baze publikacij in metapodatkov na osnovi semantičnega podatkovnega modela in prispeval k modernizaciji rešitve za spletne storitve, ki imajo na strežnikih evropskih inštitucij največje število obiskov, kot so Uradni list Evropske Uniije EUR-Lex, knjigarna publikacij evropskih inštitucij EU Bookshop, javni razpisi TED in druge. Kasneje je vodil področje marketinga in za te spletne storitve uveljavljal nov pristop interaktivne izmenjave informacij z uporabniki družbenih medijev Facebook, Twitter in Youtube ter s tem zagotavljal uporabnikom teh vsebin interaktivno sodelovanje. 

## Knjige in članki
V bibliografskem sistemu Cobiss ima več kot 170 zavedenih bibliografskih enot, približno polovico v tujini, od tega 18 znanstvenih in strokovnih člankov, 42 referatov na konferencah v tujini in doma, od tega 22 vabljenih predavanj, 23 učbenikov in priročnikov ter 11 raziskav.
Poleg znanstvenih del je publiciral tudi za širšo javnost. Bil je tudi urednik in prevajalec, član uredniškega odbora Informatica, mednarodne revije za računalništvo in informatiko ter sodeloval v vodstvu  Sekcije za operacijske raziskave pri Slovenskem društvu Informatika. Občasno je objavljal svoje komentarje oziroma mnenja v slovenskih dnevnikih.

### Najpomembnejša dela
Knjige - informatika:
- Slovenski informacijsko-dokumentacijski splet: sistem za celovit dostop do porazdeljenih dokumentnih virov. (soavtor in urednik), Vlada Republike Slovenije, Ljubljana 1998, ISBN 961-90269-3-4. (COBISS)
- Informacijska infrastruktura za razvoj podjetništva. (soavtor), Gea College, Ljubljana 2000. (COBISS)
- Poslovna informatika in internet za podjetnike in managerje:  e-poslovanje, e-trgovanje, e-plačevanje, e-podpis, e-zaščita, m-storitve., samozaložba, Ljubljana 2006, ISBN 961-245-055-2. (COBISS)

Univerzitetni in visokošolski učbeniki:
- Parallel processing., Victoria University of Technology, Melbourne 1990. (v angleščini) (COBISS)
- Poslovna informatika za podjetnike., Visoka strokovna šola za podjetništvo, Portorož 1997. (COBISS)
- Poslovna informatika in internet za podjetnike in managerje., Visoka strokovna šola za podjetništvo, Portorož 2000, ISBN 961-6347-15-2. (COBISS)
- New materials and clean technology management - IPPC Integrated pollution prevention and control., International centre for promotion of enterprises, Ljubljana 2000. (v angleščini)  (COBISS)

Knjige – tehnična zakonodaja:
- Vodnik za dobavitelje nizkonapetostne električne opreme., (soavtor), Vlada Republike Slovenije, Ljubljana 2000, ISBN 961-6069-07-1. (COBISS)
- Odredba o osebni varovalni opremi., (soavtor), Ministrstvo za gospodarstvo, Ljubljana 2000, ISBN 961-6069-09-8. (COBISS)
- Direktiva IPPC : direktiva o celovitem preprečevanju in nadzorovanju onesnaževanja., (soavtor), Mednarodni center za trajnostni razvoj, Ljubljana 2002, ISBN 961-238-039-2. (COBISS)
- Notranji trg Evropske unije in oznaka CE., Slovenski institut za kakovost in meroslovje: SIQ, Ljubljana 2003, ISBN 961-6443-02-X. (COBISS)
- Oznaka CE: potni list proizvoda, GV Izobraževanje, Ljubljana 2004, ISBN 961-90973-8-6. (COBISS)
- Varnost strojev in oznaka CE: vodnik za proizvajalce in dobavitelje strojev, (soavtor), Slovenski institut za kakovost in meroslovje, Ljubljana 2008, ISBN 978-961-6443-11-1. (COBISS)

## Nagrade in priznanja
Za svoje raziskovalno in pedagoško delo je prejel: 
- Bedjaničevo nagrado za najboljšo doktorsko disertacijo (1984);
- Nagrado Sklada Borisa Kidriča za tehnično izboljšavo (1990);
- priznanje Univerze Victoria (1991).